# Israir

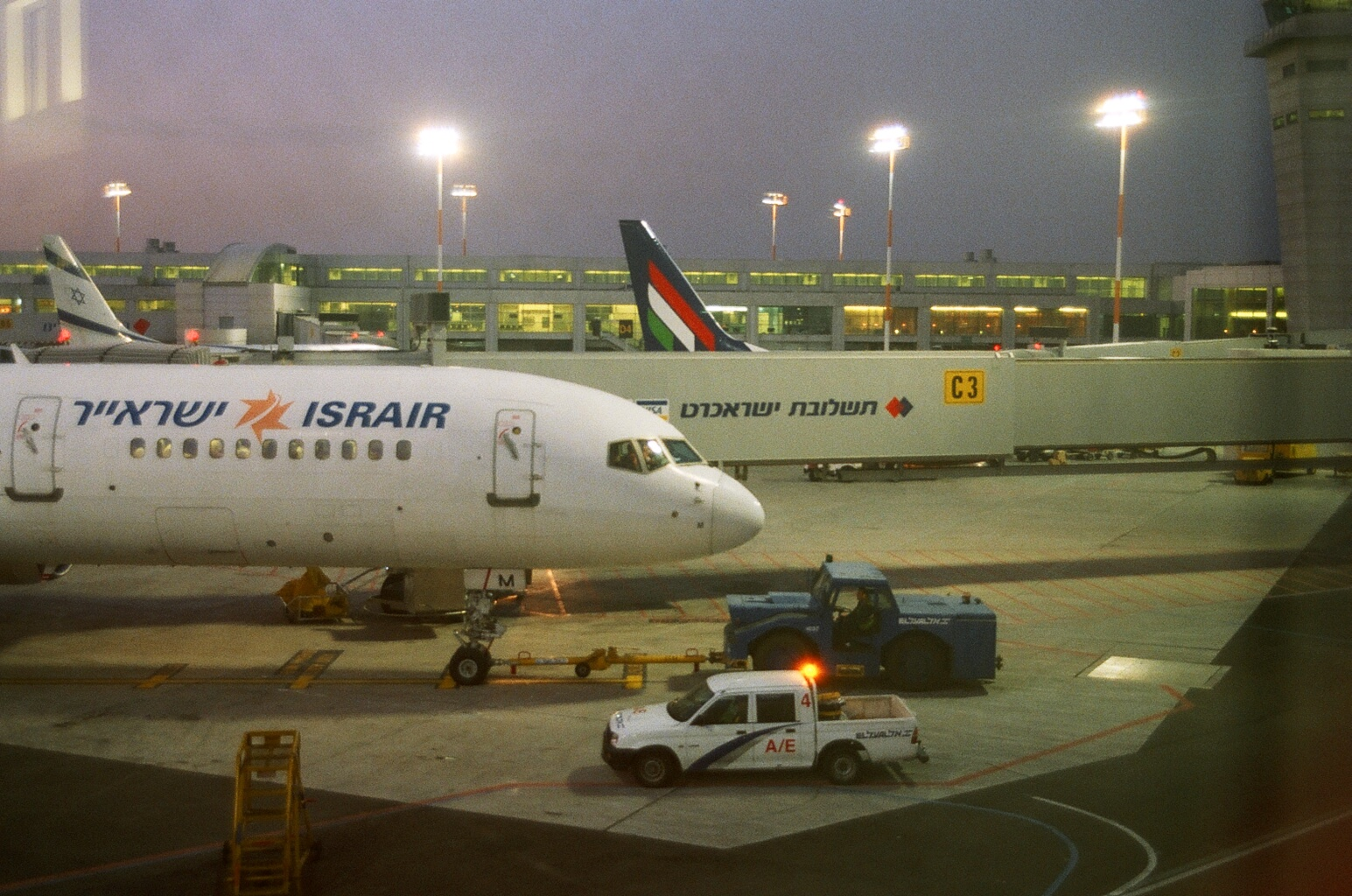
Boeing 757 компанії ИсраЭйр в аеропорту ім. Бен-Гуріона.

ІсраЕйр (івр. ישראייר, ІАТА: 6H, ІКАО: ISR) — ізраїльська авіакомпанія, що базується в Тель-Авіві в Ізраїлі. Компанія виконує регулярні місцеві рейси і надає послуги повітряного таксі з аеропортів Сде Дов, ім. Бен-Гуріона, аеропорт Хайфи і аеропорту Ейлата, а також чартерні міжнародні рейси з аеропорту ім. Бен-Гуріона в Європу, Азію та Північну Америку. З червня 2008 року «ІсраЕйр» почала польоти в Москву.

## Флот
Станом на березень 2016 року:
| Літак       | Кількість | Кількість місць | Примітки |
| ----------- | --------- | --------------- | -------- |
| ATR 72-500  | 2         | 72              |          |
| Airbus A320 | 3         | 180             |          |